# Viuf
Viuf is een plaats in de Deense regio Zuid-Denemarken, gemeente Kolding. De plaats telt 542 inwoners (2008).

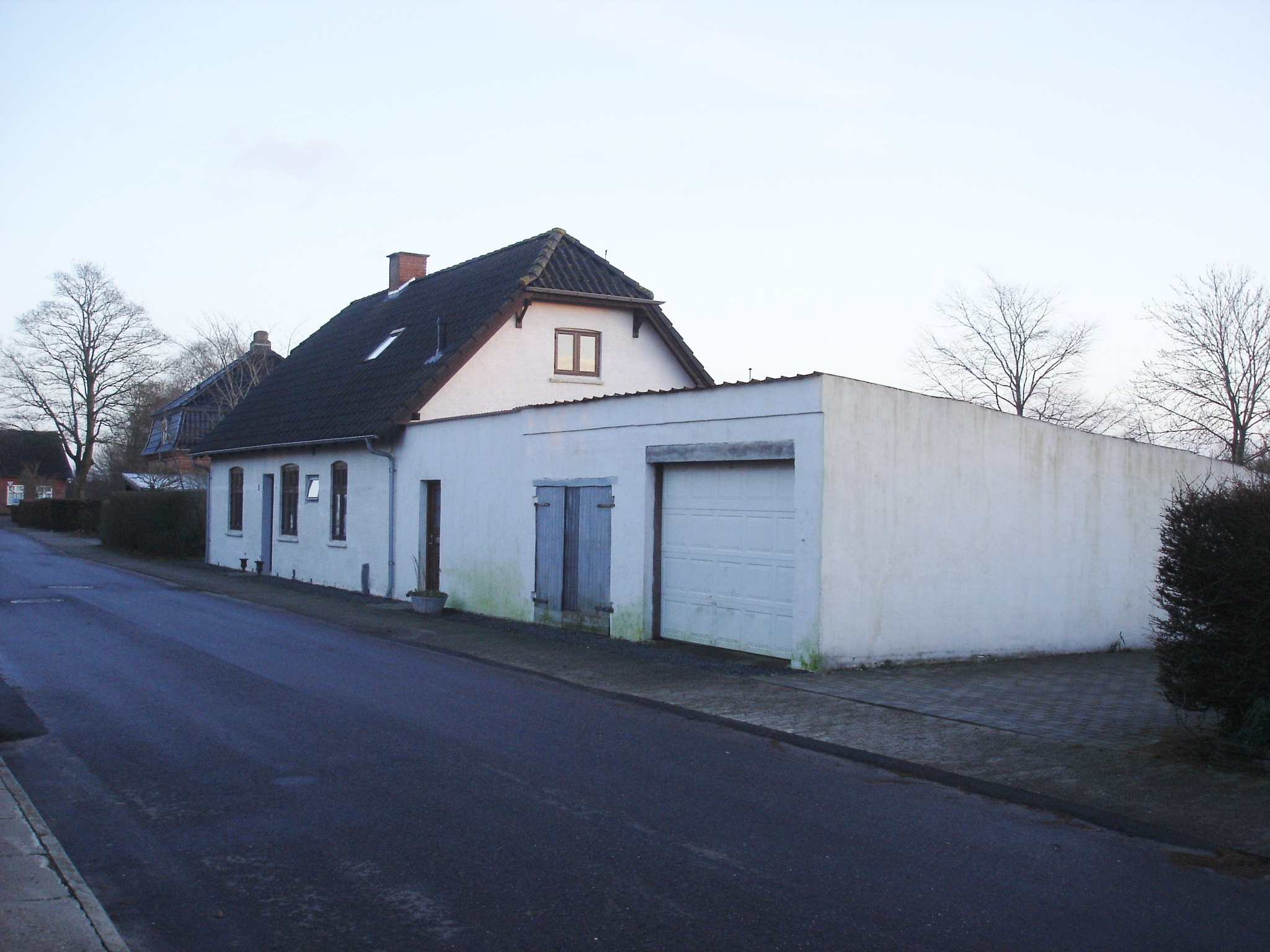
Voormalig station

Het dorp ligt aan de voormalige spoorlijn Kolding - Egtved. Die lijn was nooit een groot succes en al in 1930 werd de lijn opgeheven. Het stationsgebouw is bewaard gebleven.